# Víctor Núñez (Fußballspieler)
Víctor Núñez Rodríguez (* 15. April 1980 in Santo Domingo, Dominikanische Republik), Spitzname El Mambo, ist ein costa-ricanischer ehemaliger Fußballspieler.

## Karriere
Víctor Núñez wuchs in der Dominikanischen Republik auf, zog aber mit zwölf Jahren nach Costa Rica. Dort spielte er sich in den Fußballvereinen nach oben, bis er 1998 sein erstes Profispiel für Municipal Goicoechea absolvierte. Nuñez erzielte sein erstes Tor am 12. Oktober 2000 gegen LD Alajuelense, während er auf Leihbasis bei AD Limonense spielte. Als herausragender Stürmer spielt er seitdem in der ersten costa-ricanischen Liga und war unter anderem bei großen Vereinen, wie Deportivo Saprissa und LD Alajuelense unter Vertrag. Mehrmals war er Liga-Torschützenkönig.
Seit dem 17. November 2013 ist er Rekordtorschütze der Primera División de Costa Rica, bereits vier Tage zuvor erreichte er die 196 Tore von Errol Daniels.
Zuletzt spielte er für CS Herediano. Er beendete seine Karriere 2019.

## Nationalmannschaft
Mehrmals bekam er das Angebot, für die Nationalmannschaft der Dominikanischen Republik zu spielen, entschied sich aber 2003 für die costa-ricanische Staatsbürgerschaft. Daraufhin kam er 2005 zu seinen ersten beiden Einsätzen für die Fußballnationalmannschaft von Costa Rica und stand auch im WM-Aufgebot Costa Ricas für die Fußball-Weltmeisterschaft 2006 in Deutschland. Er war damit der erste gebürtige Dominikaner bei einer Fußball-WM. Insgesamt kam er auf 27 Einsätze bei der Nationalmannschaft und erzielte 7 Tore.